# Writers Guild of America Award
Der Writers Guild of America Award ist eine Auszeichnung der US-amerikanischen Writers Guild of America, genauer: der beiden Bereiche Writers Guild of America, East und Writers Guild of America, West. Sie wird seit 1949 in verschiedenen Kategorien für herausragende Leistungen in Film, Fernsehen, Radio und anderen verliehen. Außerdem werden dabei die WGA Laurel Awards für das Lebenswerk von Drehbuchautoren verliehen.
Die 73. Verleihung fand am 21. März 2021 in einer gemeinsamen und wegen der COVID-19-Pandemie virtuellen Veranstaltung statt.

## Kategorien (Auswahl)

### Film
- Original Screenplay
- Adapted Screenplay
- Documentary Screenplay

### Fernsehen
- Drama Series
- Comedy Series
- New Series
- Episodic Drama
- Episodic Comedy
- Animation
- Long Form (abendfüllende Spielfilme)

### Radio
- Documentary
- News – Regularly Scheduled or Breaking
- News – Analysis, Feature or Commentary

## Preisträger (Auswahl)
Bestes Originaldrehbuch
- 2010: Tödliches Kommando – The Hurt Locker – Mark Boal
- 2011: Inception – Christopher Nolan
- 2012: Midnight in Paris – Woody Allen
- 2013: Zero Dark Thirty – Mark Boal
- 2014: Her – Spike Jonze
- 2015: Grand Budapest Hotel – Wes Anderson und Hugo Guinness
- 2016: Spotlight – Tom McCarthy und Josh Singer
- 2017: Moonlight – Barry Jenkins und Tarell Alvin McCraney
- 2018: Get Out – Jordan Peele
- 2019: Eighth Grade – Bo Burnham[2]
- 2020: Parasite –	Bong Joon-ho und Han Jin-won[3]
- 2021: Promising Young Woman – Emerald Fennell[4]
- 2022: Don’t Look Up – Adam McKay und David Sirota
- 2023: Everything Everywhere All at Once – Daniel Kwan und Daniel Scheinert

Bestes adaptiertes Drehbuch
- 2010: Up in the Air – Jason Reitman
- 2011: The Social Network – Aaron Sorkin
- 2012: The Descendants – Familie und andere Angelegenheiten – Alexander Payne, Nat Faxon und Jim Rash
- 2013: Argo – Chris Terrio
- 2014: Captain Phillips – Billy Ray
- 2015: The Imitation Game – Ein streng geheimes Leben – Graham Moore
- 2016: The Big Short – Adam McKay und Charles Randolph
- 2017: Arrival – Eric Heisserer
- 2018: Call Me by Your Name – James Ivory
- 2019: Can You Ever Forgive Me? – Nicole Holofcener und Jeff Whitty[2]
- 2020: Jojo Rabbit – Taika Waititi[3]
- 2021: Borat Anschluss Moviefilm – Sacha Baron Cohen, Anthony Hines, Dan Swimer, Peter Baynham, Erica Rivinoja, Dan Mazer, Jena Friedman, Lee Kern, Nina Pedrad
- 2022: Coda – Siân Heder
- 2023: Die Aussprache – Sarah Polley